# Regne de Khalap
El Regne de Khalap era un regne hitita que va existir des del 1340 aC aproximadament fins al 1180 aC.
Sobre l'any 1340 aC el rei Subiluliuma I va fer la seva primera expedició a Síria i va ocupar Khalap, un antiga possessió hitita que havia escapat al seu control juntament amb altres regnes de la zona com ara Mukish, i va col·locar en el tron de la ciutat al seu fill Telepinus «el sacerdot».
El regne abraçava la ciutat de Khalab amb la seva regió, i els principats de Nuhase, Niya i Alalakh també conquerits per Subiluliuma I. Quan el rei hitita va morir, Telepinus es va convertir en un rei gairebé independent, com també va fer el seu germà Piyasilis a qui el seu pare havia posat com a rei de Karkemish.
A la fi de l'Imperi hitita, cap a l'any 1180 aC els Pobles de la Mar van destruir el regne, que va passar als arameus.